# Karl Svensson
Karl Svensson (Jönköping, 21 maart 1984) is een voormalig  profvoetballer uit Zweden, die sinds januari 2012 onder contract stond bij de Zweedse tweedeklasser Jönköpings Södra en daar zijn loopbaan in 2014 afsloot. Voordien speelde hij onder meer voor IFK Göteborg, Glasgow Rangers en SM Caen.
Svensson was een verdediger en speelde zijn eerste en enige interland op 18 januari 2006 tegen Saoedi-Arabië. Hij maakte deel uit van de selectie voor het WK voetbal 2006 in Duitsland.